# Микола Бакуринський
Миколай Бакуринський (пол. Mikołaj Bakuryński; пом. перед 1656) — руський шляхтич, учасник Хмельниччини. Першопредок Бакуринських.

## Біографія
Про його походження відомо хіба те, що десь на зламі XVI—XVII століть він разом з братами Яном та Павлом переселився з Правобережної України до Любецького староства Київського воєводства, ставши власником сіл Густинки, Великої Весі та Осняків.
Висловлювалось припущення, що Миколай належав до волинської шляхти Богуринських.
Перші письмові відомості сягають 1607 р., коли шляхтичі Микола, Іоанн, Ждан та Михайло Глібовичі-Пероцькі зробили в нього позику заставивши свою родову маєтність.
Учасник смоленської облоги. Саме під час неї 20 грудня 1609 р. з доплатою та на правах співвласності отримав королівський універсал на вищезгадану згадану Пероцьку землю (пол. ziemia Perocka), через неможливість Глібовичів-Пероцьких повернути борги.
В 1646 р. мав конфлікт з Геронімом Кроховським через село Осняки.
Під час повстання Хмельницького виступив на боці козаків. Загинув до 1656 р.

## Родина
Мав трьох синів:
- Ян та Павло до 1656 пішли «на попередні добра» за польський кордон. Останній був одружений з Анною, донькою Миколи Глібовича-Пероцького. 15 січня 1674 р. вони разом продали любецькому священнику Григорію Прокоповичу пляц з огородом в Любечі за 20 злотих. Мали доньку Софію.
- Юрій (*? — †після 1693) — наймолодший з трьох братів. Під час Хмельниччини воював на боці повстанців. 26 червня 1656 р. отримав універсал на батьківські маєтності. В 1688 р. «давній» військовий товариш Чернігівського полку. Мав синів Федора, Климента, Якова та доньку Тетяну.